# 侏儒鱷
侏儒鱷（學名：Osteolaemus tetraspis），又名非洲侏儒鱷、西非矮鱷，是鳄科侏儒鳄属的唯一一种，是世界上體型最小的鱷魚品種，身長約有1米，比中國的特有種揚子鱷還要更小。侏儒鱷於年幼時身體顏色為淺啡色，加上有黑色斑點和短條紋，成年之後轉為黑啡色。當侏儒鱷受到威脅時，牠們會立即潛進水內，並藏匿於河底的洞穴。

## 分类
它现有两个亚种，但O. t. osborni的归属存在一定争议：
- O. t. tetraspis Cope, 1861
- O. t. osborni (Schmidt, 1919)

## 分佈地
侏儒鱷出現在非洲西部及中部，主要棲身於熱帶雨林、濕地、池塘及沼澤等。

## 習性
侏儒鱷主要在夜間捕捉蟹、青蛙及魚類食用。牠們大部份時間自己單獨一個，只於交配期期間才會與異性一起。牠們會用腐爛了的植物以及泥巴築巢，每次生10至17隻蛋。

## 特殊種
近年來研究人員在西非加彭共和國的洞穴內發現長年在其中生活的侏儒鱷，因為長期浸泡在蝙蝠糞便中且缺乏光照使其體色變成橘色，且因為在洞穴中生存、與其他群體長期隔離，部分基因已經出現明顯特徵，研究人員認為牠們已經漸漸往新品種的方向演化。